# 丁一汇
丁一汇（1938年—），上海人，祖籍山东，中国气象学家，从事季风动力学、灾害性天气学、中尺度天气动力学以及气候变化科技领域的研究工作。1963年毕业于北京大学地球物理系气象学专业，1967年毕业于中国科学院研究生院。担任中国气象局国家气候中心研究员、主任，2005年当选中国工程院院士。

## 头衔
- 世界气象组织东亚季风研究计划主席
- 世界气象组织亚洲季风计划科学指导委员会委员
- 亚洲季风区能量和水循环试验计划国际科学委员会副主席
- 英国皇家气象学会国际气候杂志编委
- 中国气象学会常务理事
- 中国海洋学会常务理事
- 中国气象局气候变化顾问